# Hephzibah
Hephzibah és una població dels Estats Units a l'estat de Geòrgia. Segons el cens del 2000 tenia 3.880 habitants.

## Demografia
Segons el cens del 2000, Hephzibah tenia 3.880 habitants, 1.374 habitatges, i 1.090 famílies. La densitat de població era de 77,4 habitants/km².
Dels 1.374 habitatges en un 39,5% hi vivien nens de menys de 18 anys, en un 57,4% hi vivien parelles casades, en un 17,7% dones solteres, i en un 20,6% no eren unitats familiars. En el 17,5% dels habitatges hi vivien persones soles el 5,3% de les quals corresponia a persones de 65 anys o més que vivien soles. El nombre mitjà de persones vivint en cada habitatge era de 2,81 i el nombre mitjà de persones que vivien en cada família era de 3,14.
Per edats la població es repartia de la següent manera: un 28,2% tenia menys de 18 anys, un 9,2% entre 18 i 24, un 30,3% entre 25 i 44, un 23,1% de 45 a 60 i un 9,3% 65 anys o més.
L'edat mediana era de 35 anys. Per cada 100 dones de 18 o més anys hi havia 90,9 homes.
La renda mediana per habitatge era de 37.123 $ i la renda mediana per família de 42.898 $. Els homes tenien una renda mediana de 32.917 $ mentre que les dones 22.841 $. La renda per capita de la població era de 15.905 $. Entorn del 12,9% de les famílies i el 16,3% de la població estaven per davall del llindar de pobresa.

## Poblacions més properes
El següent diagrama mostra les poblacions més properes.